# 久保田麻琴
久保田 麻琴（くぼた まこと、本名：久保田 誠、1949年 - ）は、日本の男性音楽家。
80年代の一時期(Sunsetz /HEAT SCALE - Sandii & The Sunsetz / Rhythm Chemistry 頃まで)はJASRACの作家登録とアーティスト表記を久保田真箏(久保田眞箏)としていた(Sandii & The Sunsetz / One Love からはJASRACの作家登録表記を久保田麻琴に戻している)。本人のインタビューとかではない雑誌記事などで“久保田真琴”の誤クレジットもあり、JASRACのアーティスト登録でも11作品に“久保田真琴”の併記が見られる。

## 経歴
京都府生まれ、石川県小松市育ち。石川県立小松高等学校卒。
同志社大学文学部英文科在学中の1970年、はっぴいえんどらを輩出したレーベルURCから本名の久保田誠名義で『昭和元禄ほげほげ節』(A面：昭和元禄ほげほげ節 /  久保田誠とビザール・ホゲホゲ・バンド - B面：アナポッカリマックロケ / 久保田誠と村山憲グループ)でシングルデビュー。また同年、軽音楽部の一年上だった水谷孝らと、後に世界から注目を集めた伝説的バンド裸のラリーズのベーシストとしてバンド活動を始める。
その後大学を1年休学、裸のラリーズの水谷の影響を受けサンフランシスコロックを体験しに、7ヶ月間ほどアメリカに行く。後のインタビューではこの事について「なにせヒッチハイクをしながらひたすらコンサートを観て、レコードを買う。それだけの旅」と答えている。
アメリカから帰った後、松任谷正隆プロデュースのソロ・アルバム『まちぼうけ』1972年から制作を開始し、1973年３月に発表した。当初はザ・フォーク・クルセダーズのディレクターの元で製作を予定していたが、録音は半分までで終わり、途中からプロデューサーを松任谷正隆が引き継いだ。
また、裸のラリーズと並行して夕焼け楽団を始め、喜納昌吉の「ハイサイおじさん」のカバーなどを行った。
のちに夕焼け楽団はフラダンスで知られコーラスでかねてから参加していたサンディーをメインボーカルに据え、サンセッツ（後にサンディー&ザ・サンセッツ）として活動。「スティッキー・ミュージック」は、オーストラリアでヒットした。この夕焼け楽団から始まるサンセッツへプロジェクトは1974年のソロアルバム『サンセット・ギャング』に始まり恩蔵隆のソロ2作を挟んでサンディーの1994年のソロアルバム『ドリーム・キャッチャー』まで約20年続くことになる。
細野晴臣と親交が深く、ユニットの結成や、久保田の関わる作品にゲストミュージシャンとして参加している。
90年代はプロデューサー業中心で、サンディーのソロアルバムのプロデュースを初め、ディック・リー、エルフィ・スカエシなど、アジア系のミュージシャン、歌手を数多くプロデュースする。
2024年11月、第11回JASRAC音楽文化賞を受賞した。

### 映画音楽
大正時代から映画館を経営していた祖父の影響を受け、スクリーンの舞台裏から映画を幼児期から観てきたこともあり映画への思いが強く、映画音楽にも積極的に関わる。映画『スケッチ・オブ・ミヤーク』では、原案、監修、出演、整音を行う（2011年世界四大映画祭スイス「ロカルノ国際映画祭」批評家週間賞・審査員特別賞受賞）。大友克洋監督によるアニメーション映画Short Peace『火要鎮』（米アカデミー賞プレノミネート）では、音楽を担当している。

## ディスコグラフィー

### シングル
久保田誠
- 昭和元禄ほげほげ節（1970年 URC URS-0027)　 
A面：昭和元禄ほげほげ節 /  久保田誠とビザール・ホゲホゲ・バンド  
B面：アナポッカリマックロケ / 久保田誠と村山憲グループ       
※URCの音源をがSMSが販売開始した80年ごろのスプリットプロモ盤ソノシート　久保田真琴・加川良 / 「穴ポッカリまっくろけ」「ポケットの中の明日」(SM00 11)はリリース時期に使用していた表記“久保田真箏”"の誤表記“久保田真琴”が使用されている他、タイトル表記もいい加減な誤クレジットになっている。

久保田麻琴
- バイ・バイ・ベイビー／初夏の香り（1975年5月 TRIO/SHOWBOAT 3A-133、96年再発 VSEP-815、98年再発(CD) SWAX-4、20年再発 SD544)

久保田麻琴と夕焼け楽団
- 星くず／Dixie Fever（1976年12月 TRIO/SHOWBOAT3B-111、20年12月再発 SD545)
- 陽のあたるところへ／ファンキー・ウォーキン・ボーイ（1977年9月 COLUMBIA/BETTER DAYS YK-89-N）
- ラッキー・オールド・サン／ 恋のスロー・ボート (1978年2月COLUMBIA/BETTER DAYS YK-100-N)

Sandii & The Sunsetz（サンディー&ザ・サンセッツ）
- Alive／Heat Scale(UK/Australia),Dhyana Pura(Netherlands) (ALFA ALF A2211 UK/Netherlands/Australia 1981) Aliveは元々Sandiiのソロアルバム収録曲。海外盤HEAT SCALEに収録の他日本でもベスト盤Viva Lava Livaに収録
- Heat Scale - Words And Dances／El Puzzlo (ALFA ALF A-2554 Spain 1982) 日本ではSunsetz名義だが、海外ではSandii & The Sunsetz名義
- Dreams Of Immigrants／The Mirrors Of Eyes(UK),Open Sesame(Australia) (SIRE SAND 1P(259989-7P1982　UK/7-259843 Australia 1982)- オーストラリア #100[2]
- Open Sesame／Wanted (SIRE 92.9810-7 Benelux 1982)
- Sticky Music／The Mirrors Of Eyes (ALFA/YEN JAPAN YLR-710 1984/SIRE UK W 9261(929261-7)/Australia 7-259701 1983) オーストラリア #11
- Jimmy Mack／Jinjirogeh - The Chunk O' Funk (SIRE Australia 7-259594 1984)
- だって夏よっ Babes In The Woods／プライヴェイト・ムーン Private Moon (Toshiba EMI EASTWORLD JAPAN  WTP-17719 1985)
- Babes In The Woods／Mood Organ／Rachael (Toshiba EMI EASTWORLD JAPAN  T12-1086 1985)
- East Meets West／The Act Of Love (VIRGIN Australia SVOZ 1 1986)
- Battery(ENGLISH VERSION)／バッテリー(JAPANESE VERSION)(JAPAN),Undressing Slowly(Australia) (Toshiba EMI EASTWORLD JAPAN WTP-17853/VIRGIN Australia SVOZ 02 1986)
- Calling You (Synergy Jamaica 1988)
- No-No-No=悲しき鉄道員／Make Believe = つくり話(Toshiba EMI EASTWORLD JAPAN RT07-2114 1988)
- 涙の太陽／Cipher (Live Version) (Toshiba EMI EASTWORLD JAPAN RT07-2388/XT10-2388 1989)

### アルバム
久保田麻琴
- まちぼうけ (東芝音楽工業/EXPRESS ETP-8235 1973年)   
久保田麻琴・藤田洋麻
- 久保田麻琴II / サンセット・ギャング（TRIO/SHOWBOAT 3A-2002 1974年）  
久保田麻琴・藤田洋麻・恩蔵隆・井上憲一
- On The Border（BEAMS BBR-C-6004 2000年）  
久保田麻琴・井ノ浦英雄・恩蔵隆
- KAUAI March-05（ABY SBR004CD 2005年）
- スピリット・オブ・ヒーリング-バリ（DELLA DHS-502 2005年）
- スピリット・オブ・ヒーリング-インド（DELLA DHS-504 2006年）
- バリ・ドリーム（VIVID/ABY VSCD-9685 2008年）
- スパ アジア（DELLA DLDH-1847 2010年）

久保田麻琴と夕焼け楽団
- ハワイ・チャンプルー（TRIO/SHOWBOAT 3A-2012 1975年）  
久保田麻琴・藤田洋麻・恩蔵隆・井上憲一・ガース駒沢
- ディキシー・フィーバー（TRIO/SHOWBOAT 3SB-1003 1977年） 
久保田麻琴・井上ケン一・藤田洋麻・恩蔵隆
- ラッキー・オールド・サン （COLUMBIA/BETTER DAYS YX-7200-N 1977年）  
久保田麻琴・井上ケン一・藤田洋麻・恩蔵隆 --- 夕焼け楽団単独名義の作品(LPの帯にのみ久保田麻琴と夕焼け楽団と表示あり。それ以外にはジャケット・レーベル面などLP・CTともに夕焼け楽団の単独の表記のみ。)
- ベター・デイズ・オブ・サンセット・ギャング （TRIO/SHOWBOAT 3A-1025 1977年）BEST 
久保田麻琴・井上ケン一・藤田洋麻・恩蔵隆
- セカンド・ライン（COLUMBIA/BETTER DAYS YX-5021-N 1979年）  
久保田麻琴・井上ケン一・藤田洋麻・恩蔵隆・渡辺範雄・サンディー
- リズム・ロマンス（VIVID VS 1520 1981年)  
久保田麻琴・恩蔵隆・井上ケン一・Sandii・藤田洋麻・渡辺範雄・井ノ浦英雄・付岡オサム --- 夕焼け楽団単独名義の作品
- メイド・イン・アイランズ（徳間ジャパン/SHOWBOAT 28JAL-3100 1987年）久保田麻琴REMIX BEST 
久保田麻琴・井上ケン一・藤田洋麻・恩蔵隆
- メイド・イン・アイランズ VOL.2（徳間ジャパン/SHOWBOAT 26JC-448 1989年）久保田麻琴REMIX & RERECORDED BEST 
久保田麻琴・恩蔵隆・井上ケン一・Sandii・井ノ浦英雄
- ライヴ・サンセット 64' 40"（VIVID/CHOP CHOP D-07 1989年） 
久保田麻琴・井上ケン一・藤田洋麻・恩蔵隆・渡辺範雄・Sandii
- 13 CLASSICS （VIVID/CHOP CHOP D-25 1994年）久保田麻琴選曲BEST 
久保田麻琴・井上ケン一・藤田洋麻・恩蔵隆
- ギャング・ライヴ・アゲイン（VIVID/CHOP CHOPD-077 2000年） 
久保田麻琴・井上ケン一・藤田洋麻・恩蔵隆・井ノ浦英雄
- ローリング・ココナツ・レビュー・ジャパン・コンサート1977 （DISK UNION/SUPER FUJI DISC FJSP-313 2018年7月25日） - 細野晴臣と共演[3] 
久保田麻琴・井上ケン一・藤田洋麻・恩蔵隆・渡辺範雄・Sandii
- ライブ・ベスト＆モア 1975-1979 （DISK UNION/SUPER FUJI DISC FJSP-468 2022年）  
久保田麻琴・恩蔵隆・井上ケン一・Sandii・藤田洋麻・渡辺範雄・井ノ浦英雄・付岡オサム

Sunsetz（サンセッツ）
- ヒート・スケール（ALFA ALR 28022 1981年）  
Sandii・久保田真箏・井上ケニ一・恩蔵隆・井ノ浦英雄・チャールズ清水

Sandii & The Sunsetz（サンディー&ザ・サンセッツ）
- イミグランツ IMMIGRANTS（ALFA/YEN YLR-28004 1982年）  
Sandii・久保田真箏・井上ケニ一・恩蔵隆・井ノ浦英雄
- Viva Lava Liva 祝再生（ALFA/YEN YLR-280171984年）  Sandiiソロ・新曲・LIVE含むBEST
Sandii・久保田真箏・井上ケニ一・恩蔵隆・井ノ浦英雄
- ラ・ラ・ラ・ラブ（TOSHIBA EMI/ EASTWORLD WTP-90401 1986年）  
Sandii・久保田真箏・井上ケニ一・恩蔵隆・石田美紀
- リズム・ケミストリー（TOSHIBA EMI/ EASTWORLD WTP-90469 1987年）  
Sandii・久保田真箏・井上ケニ一・恩蔵隆・Jimmy D.Wong・Shoji Yuasa
- ワン・ラブ（TOSHIBA EMI/ EASTWORLD RT28-5248 1988年）  
Sandii・久保田真箏・井上ケニ一・恩蔵隆・井ノ浦英雄
- オリエンテーション ORIENTATION（TOSHIBA EMI/ EASTWORLD CT32-5516 1989年7月26日）LIVE含むBEST 
Sandii・久保田麻琴・井上ケニ一・恩蔵隆・井ノ浦英雄 
-----------------------------------------------------------------------------------------------------------------

井上ケン一
- レイジー・ベイビー・ケニー（TRIO/SHOWBOAT 3A-2019 1975年）    
井上ケン一・久保田麻琴・恩蔵隆

Sandii
- EATING PLEASURE（ALFA ALR-28002 1980年）    
Sandii・久保田麻琴・井上ケニ一

- MERCY（TOSHIBA EMI/ EASTWORLD TOCT-5923 1990年）    
Sandii・久保田麻琴・井上ケニ一・恩蔵隆・井ノ浦英雄
- PACIFICA（TOSHIBA EMI/ EASTWORLD TOCT-6375 1992年）  
Sandii・久保田麻琴・恩蔵隆・井ノ浦英雄
- DREAM CATCHER（EPIC SONY ESCB-1467 1994年）  
Sandii・久保田麻琴・井上ケニ一・恩蔵隆・井ノ浦英雄

恩蔵隆
- Basic Fun（Dead Ball DB-2504 1982年）  
恩蔵隆・久保田真箏・井上ケニ一・井ノ浦英雄・Sandii・藤田洋麻
- Roll Up（SMS  SP28-5140 1984年）  
恩蔵隆・久保田真箏・井上ケニ一・井ノ浦英雄・Sandii    
----------------------------------------------------------------------------------------------------------------

Harry & Mac
細野晴臣とのユニット
- Road to Louisiana（EPIC SONY ESCB-2040 1999年）  
久保田麻琴・井上ケニ一・Sandii

カラビサ
細野晴臣、照屋林賢とのユニット
- Roochoo Gumbo y2k（2000年）

Blue Asia
マレーシアのMac & Jennyとのプロジェクト
- HOTEL IBAH（2001年）
- HOTEL ISTANBUL（2001年）
- HOTEL WAIMEA（2002年）
- HOTEL Re-Champur（2002年）
- HOTEL VIETNAM（2003年）
- HOTEL BANGKOK（2005年）
- HOTEL MOROCCO（2006年）
- SKETCHES OF MYAHK（2009年）
- RADIO MYAHK （2013年）

## 著書
- 世界の音を訪ねる—音の錬金術師の旅日記（岩波書店、2006年）ISBN 978-4004310112